# Xianfeng
Xianfeng (17 de julio de 1831 – 22 de agosto de 1861), cuyo nombre de pila era Yizhu, fue el noveno emperador de la de la dinastía manchú Qing, y el séptimo emperador Qing en gobernar China, desde 1850 a 1861. Hijo del emperador Daoguang (séptimo emperador de la dinastía Qing) y de su emperatriz consorte, la dama Xiao Quan Cheng. 
Fue un soberano de mente débil como lo fuera su padre, dejando así el poder en manos de sus consejeros y más tarde en el de Cixi (T´zu Hsi), una de sus concubinas (prima de la consorte imperial) la cual tuvo al emperador que sucedería a Xianfeng. Durante el reinado de Xianfeng se produjo la segunda guerra del Opio, durante la cual se produjo un terrible asalto a Pekín en 1860 que provocó que la familia imperial huyese a Yeol, donde se encontraba la residencia de caza de los emperadores. 
Xianfeng murió a los treinta años por causa de los abusos que cometió con el opio desde su juventud. Murió cuando su hijo era todavía un bebé dejando el poder en manos de su consortes Ci'an (T´zu An) y Cixi (Tzu Hsi), apoyadas por su hermano, el príncipe Gong. 
Tras su muerte, uno de los consejeros del emperador, Sushun intentó llevar a cabo un fallido golpe de Estado que el trío de regentes consiguieron evitar. 
Tras su fallecimiento, le sucedió su primer hijo el emperador Tongzhi.